# CUDA
CUDA (Compute Unified Device Architecture) este o arhitectură software și hardware pentru calculul paralel al datelor dezvoltată de către compania americană NVIDIA. CUDA este utilizată atât în seriile de procesoare grafice destinate utilizatorilor obișnuiți cât și în cele profesionale. O serie de interfețe de calcul din arhitectura CUDA sunt similare cu cele ale principalilor competitori: OpenCL de la Khronos Group și DirectCompute de la Microsoft.
Dezvoltatorii pot accesa prin intermediul CUDA setul de instrucțiuni și memoria elementelor de calcul paralel din procesoarele grafice. Utilizând CUDA, cele mai recente procesoare grafice NVIDIA pot realiza calcule specifice microprocesoarelor. Totuși, spre deosebire de acestea, arhitectura procesoarelor video este concepută pentru execuția simultană a numeroase fire, cu o viteză scăzută și nu a unui singur fir dar foarte rapid. Această tehnică de rezolvare a problemelor de uz general cu ajutorul procesoarelor video este cunoscută ca GPGPU.
În industria jocurilor pe calculator, pe lângă generarea graficii, procesoarele video mai realizează și calculele pentru interacțiunea fizică dintre obiecte (fum, foc, fluide). Un exemplu în acest sens este tehnologia PhysX. CUDA mai este utilizată și în domeniile bioinformaticii, criptografiei precum și în alte arii ale științei și tehnologiei.
CUDA pune la dispoziție atât un API de nivel jos cât și unul de nivel înalt. Primul SDK CUDA a fost făcut public în data de 15 februarie 2007, având versiuni pentru Microsoft Windows și Linux. Versiunea 2.0 oferea suport și pentru Mac OS X. Toate seriile de procesoare NVIDIA (GeForce, Quadro și Tesla) începând cu G8X sunt compatibile CUDA.

## Avantaje
CUDA oferă o serie de avantaje față de API-urile tradiționale de prelucrare a datelor cu ajutorul procesoarelor video.
- Citiri nesecvențiale – se pot face citiri din locații de memorie arbitrare.
- Memorie partajată – CUDA pune la dispoziție o regiune cu memorie partajată de mare viteză (până la 48KB per Multi-Procesor) care poate fi împărțită între firele de execuție. Această regiune poate fi utilizată ca și cache gestionat de utilizator.[5]
- Descărcări rapide și recitiri spre și dinspre procesorul video
- Suport complet pentru operațiile cu întregi și pe bit.

## Limitări
- CUDA (având capacitatea de calcul 1.x) suportă un subset al limbajului de programare C și o serie de extensii simple. Lipsesc pointerii la funcții și recursivitatea. Un process ce rulează va utiliza mai multe spații de memorie disjuncte. Arhitectura NVIDIA Fermi oferă suport aproape complet pentru C++.
- În cazul dispozitivelor dezvoltate pe arhitectura Fermi (capacitatea de calcul 2.x), în codul compilat pot fi folosite clase C++ atâta timp cât nicio funcție membră a clasei nu este virtuală.[6]
- Randarea texturilor nu este suportată.
- Pentru formatul în virgulă mobilă cu dublă precizie (pentru procesoare cu capacitatea de calcul 1.3 sau mai mult[7]) există niște abateri de la standardul IEEE 754: rotunjirea la cel mai apropiat număr par este singurul mod de rotunjire suportat pentru inversul, împărțirea și radicalul unui număr.
- Lățimea de bandă a magistralei și latența dintre microprocesor și procesorul grafic pot reprezenta o gâturie în cazul anumitor dispozitive.
- Pentru a se obține cea mai bună performanță, thread-urile ar trebui să ruleze cel puțin în grupuri de câte 32, atunci când numărul total de thread-uri este de ordinul miilor. Ramificarea execuției codului programului nu afectează semnificativ performanța dacă fiecare din cele 32 de thread-uri urmează aceeași cale de execuție.
- Spre deosebire de OpenCL, procesoarele compatibile CUDA sunt fabricate doar de NVIDIA (începând cu seria GeForce 8, Quadro și Tesla).[8]
- Uneori codul valid C/C++ poate împiedica procesul de compilare datorită tehnicilor de optimizare pe care compilatorul le aplică dacă este obligat să utilizeze resurse limitate.

## Procesoare video compatibile
Capacitatea de calcul (Compute capability) reflectă funcționalitățile suportate de dispozitivele CUDA. Partea întreagă a numărului versiunii indică echipamentele ce au aceeași arhitectură de bază. Modificările minore aduse arhitecturii se deosebesc între ele prin partea zecimală. Cunoașterea acestui număr este utilă în cazul în care se dorește rularea unor aplicații pentru CUDA.
| Capacitatea de calcul (versiune) | Microarhitectură | Procesoare video                               | Plăci video |
| -------------------------------- | ---------------- | ---------------------------------------------- | --- |
| 1.0                              | Tesla            | G80, G92, G92b, G94, G94b                      | GeForce GT 420*, GeForce 8800 Ultra, GeForce 8800 GTX, GeForce GT 340*, GeForce GT 330*, GeForce GT 320*, GeForce 315*, GeForce 310*, GeForce 9800 GT, GeForce 9600 GT, GeForce 9400GT, Quadro FX 5600, Quadro FX 4600, Quadro Plex 2100 S4, Tesla C870, Tesla D870, Tesla S870 |
| 1.1                              | Tesla            | G86, G84, G98, G96, G96b, G94, G94b, G92, G92b | GeForce G110M, GeForce 9300M GS, GeForce 9200M GS, GeForce 9100M G, GeForce 8400M GT, GeForce G105M, Quadro FX 4700 X2, Quadro FX 3700, Quadro FX 1800, Quadro FX 1700, Quadro FX 580, Quadro FX 570, Quadro FX 470, Quadro FX 380, Quadro FX 370, Quadro FX 370 Low Profile, Quadro NVS 450, Quadro NVS 420, Quadro NVS 290, Quadro NVS 295, Quadro Plex 2100 D4, Quadro FX 3800M, Quadro FX 3700M, Quadro FX 3600M, Quadro FX 2800M, Quadro FX 2700M, Quadro FX 1700M, Quadro FX 1600M, Quadro FX 770M, Quadro FX 570M, Quadro FX 370M, Quadro FX 360M, Quadro NVS 320M, Quadro NVS 160M, Quadro NVS 150M, Quadro NVS 140M, Quadro NVS 135M, Quadro NVS 130M, Quadro NVS 450, Quadro NVS 420, Quadro NVS 295 |
| 1.2                              | Tesla            | GT218, GT216, GT215                            | GeForce GT 240, GeForce GT 220*, GeForce 210*, GeForce GTS 360M, GeForce GTS 350M, GeForce GT 335M, GeForce GT 330M, GeForce GT 325M, GeForce GT 240M, GeForce G210M, GeForce 310M, GeForce 305M, Quadro FX 380 Low Profile, NVIDIA NVS 300, Quadro FX 1800M, Quadro FX 880M, Quadro FX 380M, NVIDIA NVS 300, NVS 5100M, NVS 3100M, NVS 2100M, ION |
| 1.3                              | Tesla            | GT200, GT200b                                  | GeForce GTX 280, GeForce GTX 275, GeForce GTX 260, Quadro FX 5800, Quadro FX 4800, Quadro FX 4800 for Mac, Quadro FX 3800, Quadro CX, Quadro Plex 2200 D2, Tesla C1060, Tesla S1070, Tesla M1060 |
| 2.0                              | Fermi            | GF100, GF110                                   | GeForce GTX 590, GeForce GTX 580, GeForce GTX 570, GeForce GTX 480, GeForce GTX 470, GeForce GTX 465, GeForce GTX 480M, Quadro 6000, Quadro 5000, Quadro 4000, Quadro 4000 for Mac, Quadro Plex 7000, Quadro 5010M, Quadro 5000M, Tesla C2075, Tesla C2050/C2070, Tesla M2050/M2070/M2075/M2090 |
| 2.1                              | Fermi            | GF104, GF106 GF108，GF114, GF116, GF119        | GeForce GTX 560 Ti, GeForce GTX 550 Ti, GeForce GTX 460, GeForce GTS 450, GeForce GTS 450*, GeForce GT 640 (GDDR3), GeForce GT 630, GeForce GT 620, GeForce GT 610, GeForce GT 520, GeForce GT 440, GeForce GT 440*, GeForce GT 430, GeForce GT 430*, GeForce GTX 675M, GeForce GTX 670M, GeForce GT 635M, GeForce GT 630M, GeForce GT 625M, GeForce GT 720M, GeForce GT 620M, GeForce 710M, GeForce 610M, GeForce GTX 580M, GeForce GTX 570M, GeForce GTX 560M, GeForce GT 555M, GeForce GT 550M, GeForce GT 540M, GeForce GT 525M, GeForce GT 520MX, GeForce GT 520M, GeForce GTX 485M, GeForce GTX 470M, GeForce GTX 460M, GeForce GT 445M, GeForce GT 435M, GeForce GT 420M, GeForce GT 415M, GeForce 710M, GeForce 410M, Quadro 2000, Quadro 2000D, Quadro 600, Quadro 410, Quadro 4000M, Quadro 3000M, Quadro 2000M, Quadro 1000M, NVS 5400M, NVS 5200M, NVS 4200M |
| 3.0                              | Kepler           | GK104, GK106, GK107                            | GeForce GTX 770, GeForce GTX 760, GeForce GTX 690, GeForce GTX 680, GeForce GTX 670, GeForce GTX 660 Ti, GeForce GTX 660, GeForce GTX 650 Ti BOOST, GeForce GTX 650 Ti, GeForce GTX 650, GeForce GTX 780M, GeForce GTX 770M, GeForce GTX 765M, GeForce GTX 760M, GeForce GTX 680MX, GeForce GTX 680M, GeForce GTX 675MX, GeForce GTX 670MX, GeForce GTX 660M, GeForce GT 750M, GeForce GT 650M, GeForce GT 745M, GeForce GT 645M, GeForce GT 740M, GeForce GT 730M, GeForce GT 640M, GeForce GT 640M LE, GeForce GT 735M, GeForce GT 730M, Quadro K5000, Quadro K4000, Quadro K2000, Quadro K2000D, Quadro K600, Quadro K500M, Tesla K10 |
| 3.5                              | Kepler           | GK110, GK208                                   | GeForce GTX TITAN Z, GeForce GTX TITAN Black, GeForce GTX TITAN, GeForce GTX 780 Ti, GeForce GTX 780, GeForce GT 640 (GDDR5), GeForce GT 630 v2, Quadro K6000, Tesla K40, Tesla K20x, Tesla K20 |
| 5.0                              | Maxwell          | GM107, GM108                                   | GeForce GTX 750 Ti, GeForce GTX 750, GeForce GTX 860M, GeForce GTX 850M, GeForce 845M, GeForce 840M, GeForce 830M |

'*' - OEM-only products
Un table al dispozitivelor care compatibile oficial cu CUDA:
| Nvidia GeForce           |
| ------------------------ |
| GeForce GTX Titan Z      |
| GeForce GTX TITAN Black  |
| GeForce GTX TITAN        |
| GeForce GTX 780 Ti       |
| GeForce GTX 780          |
| GeForce GTX 770          |
| GeForce GTX 760          |
| GeForce GTX 750 Ti       |
| GeForce GTX 750          |
| GeForce GTX 690          |
| GeForce GTX 680          |
| GeForce GTX 670          |
| GeForce GTX 660 Ti       |
| GeForce GTX 660          |
| GeForce GTX 650 Ti BOOST |
| GeForce GTX 650 Ti       |
| GeForce GTX 650          |
| GeForce GT 640           |
| GeForce GTX 590          |
| GeForce GTX 580          |
| GeForce GTX 570          |
| GeForce GTX 560 Ti       |
| GeForce GTX 560          |
| GeForce GTX 550 Ti       |
| GeForce GT 520           |
| GeForce GTX 480          |
| GeForce GTX 470          |
| GeForce GTX 465          |
| GeForce GTX 460          |
| GeForce GTX 460 SE       |
| GeForce GTS 450          |
| GeForce GT 440           |
| GeForce GT 430           |
| GeForce GT 420           |
| GeForce GTX 295          |
| GeForce GTX 285          |
| GeForce GTX 280          |
| GeForce GTX 275          |
| GeForce GTX 260          |
| GeForce GTS 250          |
| GeForce GTS 240          |
| GeForce GT 240           |
| GeForce GT 220           |
| GeForce 210/G210         |
| GeForce GT 140           |
| GeForce 9800 GX2         |
| GeForce 9800 GTX+        |
| GeForce 9800 GTX         |
| GeForce 9800 GT          |
| GeForce 9600 GSO         |
| GeForce 9600 GT          |
| GeForce 9500 GT          |
| GeForce 9400 GT          |
| GeForce 9400 mGPU        |
| GeForce 9300 mGPU        |
| GeForce 9100 mGPU        |
| GeForce 8800 Ultra       |
| GeForce 8800 GTX         |
| GeForce 8800 GTS         |
| GeForce 8800 GT          |
| GeForce 8800 GS          |
| GeForce 8600 GTS         |
| GeForce 8600 GT          |
| GeForce 8600 mGT         |
| GeForce 8500 GT          |
| GeForce 8400 GS          |
| GeForce 8300 mGPU        |
| GeForce 8200 mGPU        |
| GeForce 8100 mGPU        |

| Nvidia GeForce Mobile |
| --------------------- |
| GeForce GTX 880M      |
| GeForce GTX 870M      |
| GeForce GTX 860M      |
| GeForce GTX 850M      |
| GeForce 845M          |
| GeForce 840M          |
| GeForce 830M          |
| GeForce GTX 780M      |
| GeForce GTX 770M      |
| GeForce GTX 765M      |
| GeForce GTX 760M      |
| GeForce GT 750M       |
| GeForce GT 745M       |
| GeForce GT 740M       |
| GeForce GT 735M       |
| GeForce GT 730M       |
| GeForce GTX 680MX     |
| GeForce GTX 680M      |
| GeForce GTX 675MX     |
| GeForce GTX 675M      |
| GeForce GTX 670MX     |
| GeForce GTX 670M      |
| GeForce GTX 660M      |
| GeForce GT 650M       |
| GeForce GT 645M       |
| GeForce GT 640M       |
| GeForce GTX 580M      |
| GeForce GTX 570M      |
| GeForce GTX 560M      |
| GeForce GT 555M       |
| GeForce GT 550M       |
| GeForce GT 540M       |
| GeForce GT 525M       |
| GeForce GT 520M       |
| GeForce GTX 480M      |
| GeForce GTX 470M      |
| GeForce GTX 460M      |
| GeForce GT 445M       |
| GeForce GT 435M       |
| GeForce GT 425M       |
| GeForce GT 420M       |
| GeForce GT 415M       |
| GeForce GTX 285M      |
| GeForce GTX 280M      |
| GeForce GTX 260M      |
| GeForce GTS 360M      |
| GeForce GTS 350M      |
| GeForce GTS 260M      |
| GeForce GTS 250M      |
| GeForce GT 335M       |
| GeForce GT 330M       |
| GeForce GT 325M       |
| GeForce GT 320M       |
| GeForce 310M          |
| GeForce GT 240M       |
| GeForce GT 230M       |
| GeForce GT 220M       |
| GeForce G210M         |
| GeForce GTS 160M      |
| GeForce GTS 150M      |
| GeForce GT 130M       |
| GeForce GT 120M       |
| GeForce G110M         |
| GeForce G105M         |
| GeForce G103M         |
| GeForce G102M         |
| GeForce G100          |
| GeForce 9800M GTX     |
| GeForce 9800M GTS     |
| GeForce 9800M GT      |
| GeForce 9800M GS      |
| GeForce 9700M GTS     |
| GeForce 9700M GT      |
| GeForce 9650M GT      |
| GeForce 9650M GS      |
| GeForce 9600M GT      |
| GeForce 9600M GS      |
| GeForce 9500M GS      |
| GeForce 9500M G       |
| GeForce 9400M G       |
| GeForce 9300M GS      |
| GeForce 9300M G       |
| GeForce 9200M GS      |
| GeForce 9100M G       |
| GeForce 8800M GTX     |
| GeForce 8800M GTS     |
| GeForce 8700M GT      |
| GeForce 8600M GT      |
| GeForce 8600M GS      |
| GeForce 8400M GT      |
| GeForce 8400M GS      |
| GeForce 8400M G       |
| GeForce 8200M G       |

| Nvidia Quadro             |
| ------------------------- |
| Quadro K6000              |
| Quadro K5000              |
| Quadro K4000              |
| Quadro K2000D             |
| Quadro K2000              |
| Quadro K600               |
| Quadro 6000               |
| Quadro 5000               |
| Quadro 4000               |
| Quadro 2000               |
| Quadro 600                |
| Quadro FX 5800            |
| Quadro FX 5600            |
| Quadro FX 4800            |
| Quadro FX 4700 X2         |
| Quadro FX 4600            |
| Quadro FX 3800            |
| Quadro FX 3700            |
| Quadro FX 1800            |
| Quadro FX 1700            |
| Quadro FX 580             |
| Quadro FX 570             |
| Quadro FX 380             |
| Quadro FX 370             |
| Quadro NVS 510            |
| Quadro NVS 450            |
| Quadro NVS 420            |
| Quadro NVS 295            |
| Quadro Plex 1000 Model IV |
| Quadro Plex 1000 Model S4 |

| Nvidia Quadro Mobile |
| -------------------- |
| Quadro K5100M        |
| Quadro K5000M        |
| Quadro K4100M        |
| Quadro K4000M        |
| Quadro K3100M        |
| Quadro K3000M        |
| Quadro K2100M        |
| Quadro K2000M        |
| Quadro K1100M        |
| Quadro K1000M        |
| Quadro K610M         |
| Quadro K510M         |
| Quadro K500M         |
| Quadro 5010M         |
| Quadro 5000M         |
| Quadro 4000M         |
| Quadro 3000M         |
| Quadro 2000M         |
| Quadro 1000M         |
| Quadro FX 3800M      |
| Quadro FX 3700M      |
| Quadro FX 3600M      |
| Quadro FX 2800M      |
| Quadro FX 2700M      |
| Quadro FX 1800M      |
| Quadro FX 1700M      |
| Quadro FX 1600M      |
| Quadro FX 880M       |
| Quadro FX 770M       |
| Quadro FX 570M       |
| Quadro FX 380M       |
| Quadro FX 370M       |
| Quadro FX 360M       |
| Quadro NVS 320M      |
| Quadro NVS 160M      |
| Quadro NVS 150M      |
| Quadro NVS 140M      |
| Quadro NVS 135M      |
| Quadro NVS 130M      |

| Nvidia Tesla      |
| ----------------- |
| Tesla K40         |
| Tesla K20X        |
| Tesla K20         |
| Tesla K10         |
| Tesla C2050/2070  |
| Tesla M2050/M2070 |
| Tesla S2050       |
| Tesla S1070       |
| Tesla M1060       |
| Tesla C1060       |
| Tesla C870        |
| Tesla D870        |
| Tesla S870        |

## Arhitecturi CUDA

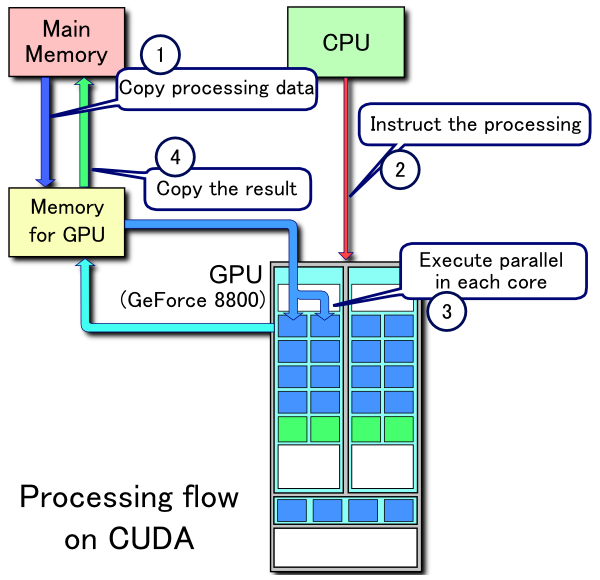
Flux de procesare CUDA pentru G80
1. Copiază date din memoria principală în memoria video
2. Microprocesorul transmite instrucțiunile cipului video
3. Codul se execută în paralel pe fiecare nucleu
4. Copiază rezultatul din memoria video în memoria principală

Arhitectura CUDA constă în următoarele componente de bază:
- Motoarele de procesare paralelă din interiorul procesoarelor grafice NVIDIA.
- Suport pentru inițializare, configurare, la nivelul nucleului sistemului de operare.
- Driver video la nivel de utilizator, care furnizează API-ul pentru dezvoltatori.
- Set de funcții și instrucțiuni în limbajul de asamblare PTX pentru nucleele de prelucrare paralelă.

Un program scris pentru CUDA apelează o serie de nuclee paralele. Un nucleu se execută în paralel pe un set de thread-uri. Gruparea thread-urilor în blocuri rămâne la latitudinea compilatorului sau a programatorului. Procesorul grafic instanțiază un program nucleu (kernel program în engleză) într-o grilă de blocuri de thread-uri. Fiecare thread din interiorul unui bloc execută o instanță a nucleului și este identificat prin contorul program, regiștri, memorie/thread, parametri de intrare și rezultate (ieșiri). Într-o grilă se execută același nucleu, se citesc intrările din memoria globală, se scriu rezultatele în memoria globala și se sincronizează apelurile de nuclee. În modelul CUDA, fiecărui thread îi este asociat un spațiu de memorie privat, utilizat pentru regiștri, apeluri de funcții și variabile C. Fiecare bloc de thread-uri deține un spațiu de memorie rezervat comunicării între thread-uri, schimb de date și rezultate. Grilele de blocuri de thread-uri pun rezultatele în memoria globală după ce s-a realizat în prealabil o sincronizare de-a lungul nucleelor.
Un procesor video execută una sau mai multe grile de nuclee. Un multiprocesor pentru procesarea fluxurilor de date (streaming multiprocessor) execută unul sau mai multe blocuri de thread-uri. Nucleele CUDA și celelalte unități de execuție din cadrul unui SM execută thread-uri. Un SM execută un grup de 32 de thread-uri, numit și warp.

### G80
În noiembrie 2006 NVIDIA a lansat prima placă video cu nucleul G80, GeForce 8800. În iunie 2008, arhitectura G80 a fost îmbunătățită seminficativ și redenumită GT200. Aceasta îngloba 240 de nuclee CUDA față de cele 128 în cazul G80.
- G80 a fost primul procesor video compatibil cu limbajul de programare C, permițând dezvoltatorilor să utilizele resursele video disponibile fără a fi nevoiți să învețe un nou limbaj.
- G80 a înlocuit pipeline-urile pentru vertecși și pixeli cu un procesor care să le înglobeze și să execute calcule legate de geometrie, pixeli, vertecși și alte programe.
- G80 a utilizat un procesor de thread-uri scalar, eliminând necesitatea ca programatorii să organizeze manual regiștrii pentru vectori.
- G80 a introdus modelul de execuție SIMT (single-instruction multiple-thread în engleză) în care o singură instrucțiune se execută concurent pe mai multe thread-uri.
- G80 a introdus memoria partajată și sincronizarea cu barieră pentru comunicațiile între thread-uri.

### Fermi
Primul procesor grafic proiectat pe arhitectura Fermi conține 3 miliarde de tranzistoare. Dispune de 512 nuclee CUDA care sunt grupate în 16 SM (streaming multiprocessors). Principalele modificări aduse arhitecturii existente vizează:
- Imbunătățirea performanței în cazul operațiilor în virgulă mobilă cu dublă precizie.
- Suportul pentru memorii ECC le permite integratorilor de sisteme să utilizeze cu încredere procesoarele video în centrele de date. Aplicațiile de genul celor financiare sau de Imagistică medicală sunt protejate împotriva anumitor erori de memorie.
- Introducerea memoriei Cache ierarhice deoarece anumiți algoritmi pentru procesare paralelă nu puteau utiliza memoria partajată a procesorului video. Cantitatea de memorie partajată a fost și ea mărită.
- Comutarea mai rapidă a contextelor.
- Creșterea vitezei de execuție a operațiilor atomice read-modify-write.

| Procesor video                             | G80                     | GT200                   | Fermi                         |
| ------------------------------------------ | ----------------------- | ----------------------- | ----------------------------- |
| Număr tranzistoare                         | 681 milioane            | 1,4 miliarde            | 3 miliarde                    |
| Număr nuclee CUDA                          | 128                     | 240                     | 512                           |
| Calcul în dublă precizie (virgulă mobilă)  | NA                      | 30 operații FMA / ceas  | 256 operații FMA / ceas       |
| Calcul în simplă precizie (virgulă mobilă) | 128 operații MAD / ceas | 240 operații MAD / ceas | 512 operații MAD / ceas       |
| Unități de planificare Warp / SM           | 1                       | 1                       | 2                             |
| Special Function Units / SM                | 2                       | 2                       | 4                             |
| Memorie partajată / SM                     | 16 KB                   | 16 KB                   | Configurabil: 48 KB sau 16 KB |
| L1 Cache / SM                              | NA                      | NA                      | Configurabil: 16 KB sau 48 KB |
| L2 Cache / SM                              | NA                      | NA                      | 768 KB                        |
| Compatibilitate Memorie ECC                | NU                      | NU                      | DA                            |
| Nuclee concurente                          | NU                      | NU                      | până la 16                    |
| Adresare pentru Load/Store                 | 32-bit                  | 32-bit                  | 64-bit                        |

## Exemple
Exemplu de cod C++ care încarcă o textură într-o matrice din procesorul grafic:
```
void
 
foo
()

{

  
cudaArray
*
 
cu_array
;

  
texture
<
float
,
 
2
,
 
cudaReadModeElementType
>
 
tex
;

  
// Alocare memorie pentru matrice

  
cudaChannelFormatDesc
 
description
 
=
 
cudaCreateChannelDesc
<
float
>
();

  
cudaMallocArray
(
&
cu_array
,
 
&
description
,
 
width
,
 
height
);

  
// Copiere imagine în matrice

  
cudaMemcpyToArray
(
cu_array
,
 
image
,
 
width
*
height
*
sizeof
(
float
),
 
cudaMemcpyHostToDevice
);

  
// Setare parametri pentru textură (implicit)

  
tex
.
addressMode
[
0
]
 
=
 
cudaAddressModeClamp
;

  
tex
.
addressMode
[
1
]
 
=
 
cudaAddressModeClamp
;

  
tex
.
filterMode
 
=
 
cudaFilterModePoint
;

  
tex
.
normalized
 
=
 
false
;
 
// nu normalizează coordonatele

  
// Leagă matricea de textură

  
cudaBindTextureToArray
(
tex
,
 
cu_array
);

  
// Pornește Kernel

  
dim3
 
blockDim
(
16
,
 
16
,
 
1
);

  
dim3
 
gridDim
((
width
 
+
 
blockDim
.
x
 
-
 
1
)
/
 
blockDim
.
x
,
 
(
height
 
+
 
blockDim
.
y
 
-
 
1
)
 
/
 
blockDim
.
y
,
 
1
);

  
kernel
<<<
 
gridDim
,
 
blockDim
,
 
0
 
>>>
(
d_data
,
 
height
,
 
width
);

  
// Desface legătura dintre matrice și textură

  
cudaUnbindTexture
(
tex
);

}

__global__
 
void
 
kernel
(
float
*
 
odata
,
 
int
 
height
,
 
int
 
width
)

{

   
unsigned
 
int
 
x
 
=
 
blockIdx
.
x
*
blockDim
.
x
 
+
 
threadIdx
.
x
;

   
unsigned
 
int
 
y
 
=
 
blockIdx
.
y
*
blockDim
.
y
 
+
 
threadIdx
.
y
;

   
if
 
(
x
 
<
 
width
 
&&
 
y
 
<
 
height
)
 
{

      
float
 
c
 
=
 
tex2D
(
tex
,
 
x
,
 
y
);

      
odata
[
y
*
width
+
x
]
 
=
 
c
;

   
}

}

```

Mai jos este un exemplu scris în Python care calculează în procesorul grafic produsul a două matrice:
```
import
 
pycuda.compiler
 
as
 
comp

import
 
pycuda.driver
 
as
 
drv

import
 
numpy

import
 
pycuda.autoinit

mod
 
=
 
comp
.
SourceModule
(
"""

__global__ void multiply_them(float *dest, float *a, float *b)

{

  const int i = threadIdx.x;

  dest[i] = a[i] * b[i];

}

"""
)

multiply_them
 
=
 
mod
.
get_function
(
"multiply_them"
)

a
 
=
 
numpy
.
random
.
randn
(
400
)
.
astype
(
numpy
.
float32
)

b
 
=
 
numpy
.
random
.
randn
(
400
)
.
astype
(
numpy
.
float32
)

dest
 
=
 
numpy
.
zeros_like
(
a
)

multiply_them
(

        
drv
.
Out
(
dest
),
 
drv
.
In
(
a
),
 
drv
.
In
(
b
),

        
block
=
(
400
,
1
,
1
))

print
 
dest
-
a
*
b

```

Cod Python care simplifică operațiile de înmulțire a matricilor poate fi găsit în programul pycublas.
```
import
 
numpy

from
 
pycublas
 
import
 
CUBLASMatrix

A
 
=
 
CUBLASMatrix
(
 
numpy
.
mat
([[
1
,
2
,
3
],
 
[
4
,
5
,
6
]],
numpy
.
float32
)
 
)

B
 
=
 
CUBLASMatrix
(
 
numpy
.
mat
([[
2
,
3
],
 
[
4
,
5
],
 
[
6
,
7
]],
numpy
.
float32
)
 
)

C
 
=
 
A
*
B

print
 
C
.
np_mat
()

```